# Континентална филозофија
Континентална филозофија је израз који је потекао од филозофа енглеског говорног подручја да опише различите филозофске традиције које су под снажним утицајем одређених филозофа 19. и 20. века из континенталне Европе. Израз се често користи у контрасту са аналитичком филозофијом. У традиције које обухватају континенталну филозофију спадају немачки идеализам, феноменологија, егсистенцијализам и њени атецеденти херменеутика, структурализам, постструктурализам, француски феминизам, критичка теорија Франкфуртске школе и још неки други правци западног марксизма.
Тешко је идентификовати нетривијалне тврдње које би биле заједничке свим претходним филозофским покретима, али примарна дистинктивна карактеристика између континенталне филозофије и аналитичке филозофије су њихови супротстављени ставови према објективности. Идеју да универзум има материјално постојање без обзира да ли људи постоје или не, одбацују најистакнутији континентални филозофи (попут Хегела у Контра-просветитељству) и прихватају аналитички филозофи.
Појму континентална филозофија, попут аналитичке филозофије, недостаје јасна дефиниција и може означавати само породичну сличност различитих филозофских ставова. Сајмон Глендининг је сугерисао да је тај термин првобитно био виже пежоративан него описан, функционишући као ознака за типове западне филозофије које су аналитички филозофи одбацили или не одобравају. Упркос тога, Мајкл Е. Росен се покушао да идентификује заједничке теме које типично карактеришу континенталну филозофију. Ултиматно, претходне теме произилазе из широко кантовске тезе да су знање, искуство и стварност везани и обликовани условима који се најбоље разумеју кроз филозофску рефлексију, а не искључиво емпиријским истраживањем.

## Карактеристике
Тешко је одредити важне карактеристике које би биле заједничке свим наведеним филозофским правцима. Називу континентална филозофија као и називу аналитичка филозофија недостаје чиста дефиниција и можда означава породичну сличност међу филозофским погледима. Упркос томе неки учењаци су настојали да утврде уобилајене филозофске теме које типично карактеришу континенталну филозофију.
- Континентални филозофи одбијају сцијентизам - поглед да су природне науке најбоље или најтачније за разумевање свих феномена. Континентални филозофи често тврде да наука зависи од „предтеоријског супстрата искуства”, један облик кантовских услова могућег искуства и да научне методе не могу у потпуности проникнути у такве услове спознаје.[7]
- Континентална филозофија уобичајено сматра те услове могућег искуства променљивим: спознаја је бар деломично одређена контекстом, временом и простором, језиком, културом и историјом. Стога континентална филозофија нагиње историцизму. Док је аналитичка филозофија склона да поима филозофију као скуп одвојених проблема које се може анализирати одвојено од њиховог историјског порекла (као што научници сматрају историју науке небитном за научно проучавање), континентална филозофија типично предлаже да „филозофски аргумент не може бити одвојен од текстуалних и контекстуалних услова његовог историјског појављивања”.[8]
- Континентална филозофија типично држи да свесно људско деловање може променити те услове могућег искуства: „ако је људско искуство контингентна креација, тада може бити рекреирано на друге начине”. Стога континентални филозофи често имају снажан интерес према седињењу теорије и праксе и често виде своја филозофска истраживања блиско са личним, моралном и политичком трансформацијом. Та тенденција је очита у марксистичкој традицији, али је централна и у егзистенцијализму и постструктурализму.[9]
- Задња карактеристична црта континенталне филозофије је нагласак на метафилозофији.[10] Одмах након развоја и успеха природних наука, континентални филозофи су често тражили да редефинишу методу и природу филозофије. У неким случајевима (као немачки идеализам и феноменологија) то се манифестује као обнављање традиционалног погледа да је филозофија прва, темељна, а приори наука. У другим случајевима (као херменеутика, критичка теорија или структурализам), сматрано је да филозофија истражује подручје која је несводива културолошко или практично. А у неким случајевима континентални филозофи (као Кјеркегор, Фридрих Ниче, каснији Хајдегер и Дерида) држе озбиљне сумње у кохеренцију било које концепције филозофије.

Наведене разлике произлазе из широке кантовске тезе да је природа знања и искуства одређена условима који нису директно доступни емпиријском истраживању.

## Историја
Израз је први пут шире употребљен да опише свеучилиште колегије у 70-има, створивши се као колективно име за филозофије тада раширене у Француској и Немачкој као феонменологија, егзистенцијализам, структурализам и постструктурализам.
Стога је постао удомљен од филозофа енглеског говорног подручја под утицајем тих идеја. Ипак постоје докази да је разлика постојала пуно пре 70-их. Неки налазе ту поделу у касном 19. веку када Брентано, Хусерл и Раинах предлажу нову филозофску методу феноменологије, развој огрубо суверен са радом Готлоба Фрегеа и Бертранда Русела који су уводили нову филозофску методу темељену на анализи језика путем модерне логике. Други стављају датум раздора један век уназад у рецепцији Канта, последњи филозоф сматран каноном у обе традиције. Датирање тог раздора - почетак 19. века је подршан ставом неуважавање Расела Мура према пост-кантовским идеалистичким филозофима.

## 20. век
Будући да институциони темељу континенталне филозофије у многим случајевима директно произилазе из оних од стране феноменологије. Едмунд Хусерл је увек био канонска фигура континенталне филозофије. Без обзира на то, Хусерл је и поштован предмет истраживања у аналитичкој традицији. Хуслерлов појам ноеме, његова кореспонденција са Фрегеом и његово истраживање природе логике настављају да стварају итрес међу аналитилским филозофима.

## Савремено доба
Од раног 20. века до 60-их, о континенталној филозофији се ретко расправљало на британским и америчким универзитетима. Углавном се спомињала с неодобравањем и у критичном тону. Ипак због захтева студената одсеци за филозофију су почели нудити колегије о континенталној филозофији у касним 60-има и 70-има. С појавом постмодернизма и деконструкције у 70-има и 80-има аналитички филозофи улазе у јавне полемике спрам метода и закључака континенталних филозофа. Дерида, на пример, је био предмет полемике Џона Серла, а Квајн се 1992. успротивио додели почасног доктората Дериди на Кембриџу. Велику пажњу и полемике је изазвала Афера Сокал (Sokal hoax) 1996.
Док амерички и британски филозофи настављају да нуде колегије посвећене континенталној филозофији, расцеп између аналитичке и континенталне филозофије је више експлицитан него пре 60-их. Данас већина филозофских часописа, аналитичких према оријентацији, прихватају само радове „написане у широм аналитичком стилу”. Дистинктивни називи, „континентална” и „аналитичка”, појављују се често у насловима књига. Истовремено универзитетски одсеци из књижевности, уметности, филма, социологије и политичке теорије преузимају идеје и аргументе из континенталне филозофије у свој курикулум и истраживања.
Израз „континентална филозофија” се не односи на целу филозофију континенталне Европе. Многи главни европски филозофи нису сматрани „континенталним филозофијама”, као Готлоб Фреге, Лудвиг Витгенштајн и Карл Попер. Аналитичка филозофија цвета у Француској, укључујучи филозофе као што су Жил Вилемен, Венсан Декомб, Жил Гастон Гроже, Франсоа Реканати и Паскал Енгел. С друге стране, самоодређени „континентални филозофи” се могу наћи на филозофским одсецима Велике Британије, Северне Америке и Аустралије. „Континентална филозофија” је дефинисана по појмовима породице филозофских традиција и утицаја, а не по географској одредби.